# Saba Kord Afshari
Saba Kord Afshari (persa: صبا کردافشاری) (nascuda el 1998 o 1999) és una activista política en defensa dels drets humans i de la dona iraniana. L'agost de 2019 va ser sentenciada a 24 anys de presó per, entre altres motius, negar-se a fer servir el vel.

## Trajectòria
Ashfari va participar en protestes a Teheran el 2 d'agost de 2018 i va ser detinguda prop del parc Daneshjoo. Va ser internada a la presó de Qarchak i després a la presó d'Evin a Teheran. Després de l'arrest d'Afshari i altres manifestants, Amnistia Internacional va emetre una declaració pública, el 8 d'agost a Londres, exigint l'alliberament de tots els arrestats únicament per participar en protestes pacífiques. Posteriorment va ser sentenciada a un any de presó, juntament amb unes altres dues dones: Yasaman Aryani i Azar Heidary.
Al febrer de 2019 va aconseguir la llibertat condicional i va continuar protestant contra la violació dels drets humans per part de règim dels aiatol·làs. Al començament de juny de 2019 va ser detinguda de nou i, l'agost de 2019, condemnada a 24 anys de presó, dels quals 15 són incondicionals, per «propagar la corrupció i la prostitució traient-se el hijab», «caminar sense vel» i «'haver promogut' propaganda contra l'Estat».
En una resolució del 19 de setembre de 2019 sobre l'Iran, el Parlament Europeu va afirmar que «els tribunals revolucionaris iranians han estat reprimint la resistència pacífica de les activistes dels drets de les dones que protesten contra l'obligació de portar el hijab durant diversos mesos, així com ha imposat condemnes de presó excessivament llargues». També va demanar a les autoritats iranianes anul·lessin aquestes sentències.